# 桔林乡
桔林乡是中国福建省福州市闽清县下辖的一个乡。

## 行政区划
桔林乡下辖以下地区：
四宝村、后洋村、伴岭村、高洋村、新光村、宝湖村、汤兜村、桔林村、尚德村、关山村、锡洋村、温汤村和槐林村。